# Beast In Black
Beast In Black es una banda finlandesa de heavy metal y power metal activa desde 2015. La agrupación incluye entre otros al vocalista griego Yannis Papadopoulos, el exguitarrista de Battle Beast Anton Kabanen y a
Kasperi Heikkinen (antiguo guitarrista de bandas como U.D.O., Amberian Dawn, Iconofear etc.). En 2017 sale a la venta su disco debut Berserker que obtuvo respuesta bastante positiva a nivel mundial. En 2019 publican From Hell With Love, según su líder Anton Kabanen, para aprovechar el momento después del éxito de Berserker.
La banda se formó a raíz de la partida de Anton Kabanen de Battle Beast por diferencias creativas. La nueva formación sigue la estela de anteriores trabajos de Battle Beast, como Unholy Savior o el álbum homónimo Battle Beast, y sigue inspirándose en el manga Berserk para escribir las letras de sus canciones. Los temas de los dos primeros álbumes de Beast in Black tienen fuertes reminiscencias a la música pop y disco de los años 80; esto marca una diferencia con el resto de la escena del metal europeo y ha ayudado a que la banda, en tan solo dos años y después de mucho trabajo girando con Nightwish o Rhapsody o participando en Rock Fest y Leyendas del Rock, se haya labrado un nombre en España.

## Miembros
- Yannis Papadopoulos - Voz principal (2015-presente)
- Anton Kabanen - Guitarra, teclados y voz secundaria. Principal compositor. (2015-presente)
- Kasperi Heikkinen - Guitarra (2015-presente)
- Máté Molnár - Bajo (2015-presente)
- Atte Palokangas - Batería (2018-presente)

Miembros anteriores
- Sami Hänninen - batería (2015-2018)

## Discografía

### Álbum
- Berserker (Nuclear Blast) - 2017
- From Hell With Love (Nuclear Blast) - 2019
- Dark Connection (Nuclear Blast) - 2021

### Sencillos
- Blind And Frozen - 2017
- Beast In Black - 2017
- Zodd the immortal - 2017
- Sweet true lies - 2018
- Die By The Blade - 2019
- From Hell With Love - 2019
- Moonlight Rendezvous - 2021
- One Night In Tokyo - 2021
- Hardcore - 2021
- Power of the Beast - 2024
- Enter the Behelit - 2025

## Premios y nominaciones
| Año  | Obra                   | Premio                           | Categoría                 | Resultado |
| ---- | ---------------------- | -------------------------------- | ------------------------- | --------- |
| 2018 | Berserker              | Premios EMMA                     | Álbum de metal del año    | Nominado  |
| 2018 | Berserker              | Premios Metal Hammer             | Mejor Álbum Debut         | Nominado  |
| 2020 | From Hell with Love    | Music Moves Europe Talent Awards | Nominado                  | Nominado  |
| 2020 | From Hell with Love    | Premios EMMA                     | Mejor Álbum de Metal      | Nominado  |
| 2021 | "Moonlight Rendezvous" | Top Shorts Film Festival         | Mejor Videoclip del Mes   | Ganador   |
| 2022 | Beast In Black         | Premios EMMA                     | Álbum de metal del año    | Ganador   |
| 2025 | Beast In Black         | Metal Awards                     | Metal de Nueva Generación | Ganador   |